# Powerflo
Powerflo je americká rap metalová superkapela. Tvoří ji Sen Dog (Cypress Hill, SX-10), Billy Graziadei (Biohazard, ex-Suicide City, ex-Blood for Blood), Roy Lozano (Downset) a Christian Olde Wolbers (ex-Fear Factory, Beowülf atd.). Formace má za sebou jedno album a jedno EP. Funguje od roku 2016.

## Historie
Historie skupiny sahá až do 90. let, kdy členové kapely často spolupracovali - například Senen „Sen Dog“ Reyes na albu Biohazard State Of The World Address v hitu How it is. Wolbers a Lozano se objevili na albech Cypress Hill Skull & Bones a Stoned Raiders. V roce 2015 odeslal Roy Lozano několik ukázek Senenovi Reyesovi na cestě na letiště, čímž vytvořil základy pro Powerflo.

## Diskografie
- Powerflo (2017)
- EP Bring That Shit Back! (2018)